# Peperomia wolfgang-krahnii
Peperomia wolfgang-krahnii är en pepparväxtart som beskrevs av W. Rauh. Peperomia wolfgang-krahnii ingår i släktet peperomior, och familjen pepparväxter. Inga underarter finns listade i Catalogue of Life.